# Jan Grzesiek
Jan Grzesiek (ur. 17 czerwca 1958 w Golinie) – polski samorządowiec i bankowiec związany z bankowością spółdzielczą, w latach 2001–2002 przewodniczący Sejmiku Województwa Wielkopolskiego I kadencji.

## Życiorys
Absolwent Liceum Ogólnokształcącego im. Tadeusza Kościuszki w Jarocinie i Akademii Rolniczej w Poznaniu (1983). Kształcił się też w Wyższej Szkole Bankowej we Wrocławiu oraz Wyższej Szkole Ubezpieczeń i Bankowości w Warszawie. Od 1992 prezes zarządu Banku Spółdzielczego w Jarocinie, wcześniej od 1983 zasiadał w jego radzie nadzorczej. Od 2010 członek zarządu, a od 2012 wiceprezes Krajowego Związku Banków Spółdzielczych. Został także przewodniczącym rady nadzorczej SGB-Banku.
Zaangażował się w działalność polityczną w ramach Polskiego Stronnictwa Ludowego. W 1998, 2002, 2006, 2010, 2014, 2018 i 2024 zdobywał mandat radnego sejmiku województwa wielkopolskiego. W latach 2001–2002 sprawował funkcję jego przewodniczącego (po odejściu Józefa Gruszki), następnie do 2006 był wiceprzewodniczącym tego gremium, objął w nim też funkcję przewodniczącego Komisji Budżetowej. Ponadto w 2001, 2005, 2011 i 2019 bez powodzenia kandydował do Sejmu, a w 2015 – do Senatu (zajmując trzecie miejsce wśród pięciu kandydatów).
W 2003 odznaczony Złotym Krzyżem Zasługi.